# Desserobdella cryptobranchii
Desserobdella cryptobranchii är en ringmaskart som först beskrevs av Johnson och Walter Klemm 1977.  Desserobdella cryptobranchii ingår i släktet Desserobdella och familjen broskiglar. Inga underarter finns listade i Catalogue of Life.